# Marginalna trgovina
Marginalna trgovina - provođenje špekulativnih trgovačkih operacija pomoću novca i/ili robe koja se daje trgovcu na kredit uz jamčevinu određenog iznosa - marže. Marginalni se razlikuje od jednostavnog zajma po tome što je iznos primljenog novca obično nekoliko puta veći od jamčevine (marže).
Primjerice, za davanje prava na sklapanje ugovora o kupoprodaji od 100 tisuća eura za američke dolare, broker obično ne zahtijeva jamčevinu više od 2 tisuće dolara. Marginalna trgovina omogućuje trgovcu povećanje obujam transakcija s istim kapitalom. Trgovci koji igraju na povećanje tečaja nazivaju se "bikovi", a oni koji igraju na smanjenje tečaja, koji prakticiraju kratku prodaju bez pokrića, nazivaju se "medvjedi".

## Rizici
Široka uporaba marginalne trgovine povećava broj i količinu transakcija na tržištu. To dovodi do povećanja brzine promjene rezultata trgovačke operacije, do povećanja rizika. Povećanje obima transakcija utječe na prirodu tržišta. Veliki broj kaotičnih malih transakcija povećava likvidnost tržišta i stabilizira ga. S druge strane, ako su transakcije jednosmjerne, mogu značajno povećati fluktuacije cijena.
Korištenje financijske poluge može dovesti do vrlo brzog bogaćenja i brzog gubitka kapitala. Prema statistikama, 76% računa privatnih ulagača gubi novac pri trgovanju uz pomoć poluge. Stoga, da biste pronašli optimalnu vrijednost iskorištene poluge, morate obratiti pažnju na prosječnu volatilnost kotacija instrumenta kojim se trguje. Što je veća volatilnost, veća je vjerojatnost da korištenje velike poluge može dovesti do značajnih gubitaka čak i zbog slučajnih fluktuacija na tržištu.